# Lena Hoel
Lena Hoel född 11 mars 1957 i Uddevalla, är en svensk operasångare (sopran) och regissör.
Hoel flyttade vid 16 års ålder till Göteborg för att börja på musikgymnasiet. Under 1977–1980 studerade hon sångpedagogik med en undervisningsblandning av piano och blockflöjt på Musikhögskolan Ingesund. Sedan studerade hon i sex månader på Stockholms Musikhögskola, och 1981 började hon studera på Operahögskolan. Hon debuterade på Kungliga operan som Nanetta i Verdis Falstaff och sjöng där regelbundet fram till 2008.

## Film (urval)
- 1993 – Backanterna
- 1998 – Staden
- 2002 – Don Juan

## Priser och utmärkelser
- 1981 – Jenny Lind-stipendiet[2]